# Vanke
Vanke è il principale immobiliarista in Cina. Coinvolto nello sviluppo, la gestione e la vendita di proprietà in più di 60 città, dal 2012 sta sviluppando il proprio business a Hong Kong, Stati Uniti e Singapore. Ha la propria sede a Shenzhen, nella provincia del Guangdong. Vanke è stata quotata nel Shenzhen Stock Exchange nel 1991 ed è la società più capitalizzata dell'indice dal 2006. Al 28 maggio 2013 la sua capitalizzazione è di HK$165 miliardi.

## In Expo
L'azienda cinese di real estate ha partecipato ad EXPO 2010 a Shanghai con un padiglione sul tema "the possibility of respect" e ad EXPO 2015 con un padiglione sul tema "building community through food".

### Building community through food - EXPO 2015
Il padiglione è stato disegnato da Daniel Libeskind, ispirandosi alla montagna cinese Huan Shan, con una copertura a scaglie prodotta con materiale ceramico autopulente realizzato dall'azienda italiana Casalgrande Padana. Il tema, sviluppato da Ralph Appelbaum, è incentrato sul tema dello Shitang, ovvero la mensa comunitaria cinese.
Vanke è stata la prima azienda ad acquistare uno spazio in EXPO e la prima a consegnare il padiglione.